# Erica Tremblay
Erica Tremblay (nacida en 1980, Seneca-Cayuga) es una cineasta nativa americana conocida principalmente por sus documentales. Reside en la ciudad de Nueva York.
Debutó como directora de largometrajes con Fancy Dance (2023). Antes de eso, Tremblay era conocida por sus documentales cortos In the Turn (2014), Heartland: A Portrait of Survival (2012) y Tiny Red Universe (2007).

## Primeros años y carrera
Tremblay creció en Seneca, Missouri, una comunidad rural cerca de Joplin, Missouri. Es miembro de la Nación Seneca-Cayuga y asistió a escuelas locales.
En 2007, se mudó a Lincoln, Nebraska. Allí realizó su primer documental, Tiny Red Universe (2007), desempeñándose como guionista, productora y actriz principal. El cortometraje se emitió en IFC.
En 2012, lanzó Heartland: A Portrait of Survival. La película documenta los efectos del Tornado de Joplin de 2011, una tormenta EF5 que destruyó una cuarta parte de la ciudad y causó daños por valor de unos 2.800 millones de dólares.
Tremblay vivía en Los Ángeles en ese momento, pero anteriormente había vivido en Joplin y tenía parientes que todavía vivían allí, por lo que el desastre lo conmovió.
Viajó a la ciudad con un equipo de filmación y durante cuatro semanas documentó las consecuencias de la tormenta. La película presenta varios aspectos del esfuerzo de recuperación, como el proyecto Joplin Found Photos, que devolvió miles de fotografías dispersas a los sobrevivientes del tornado.
El documental se proyectó en el Festival de Cine de Omaha, y en el Festival Internacional de Cine de St. Louis.
En 2014, Tremblay estrenó In the Turn, un documental que gira en torno a Crystal, una niña transgénero de diez años de Timmins, Ontario. Tremblay había obtenido originalmente financiación de Kickstarter para su concepción de la película como un documental para describir el Vagine Regime, "un colectivo queer de roller derby". Su intención era explorar la participación de mujeres lesbianas, queer y transgénero en el deporte. Durante el desarrollo, la madre de una niña transgénero de 10 años se puso en contacto con ella. La madre relató las dificultades de su hija y las resistencias que encontró para afirmar su identidad de género. Por ejemplo, su escuela no le permitía participar en deportes. Tremblay decidió reorientar su película en torno a Crystal.